# Liz Callaway

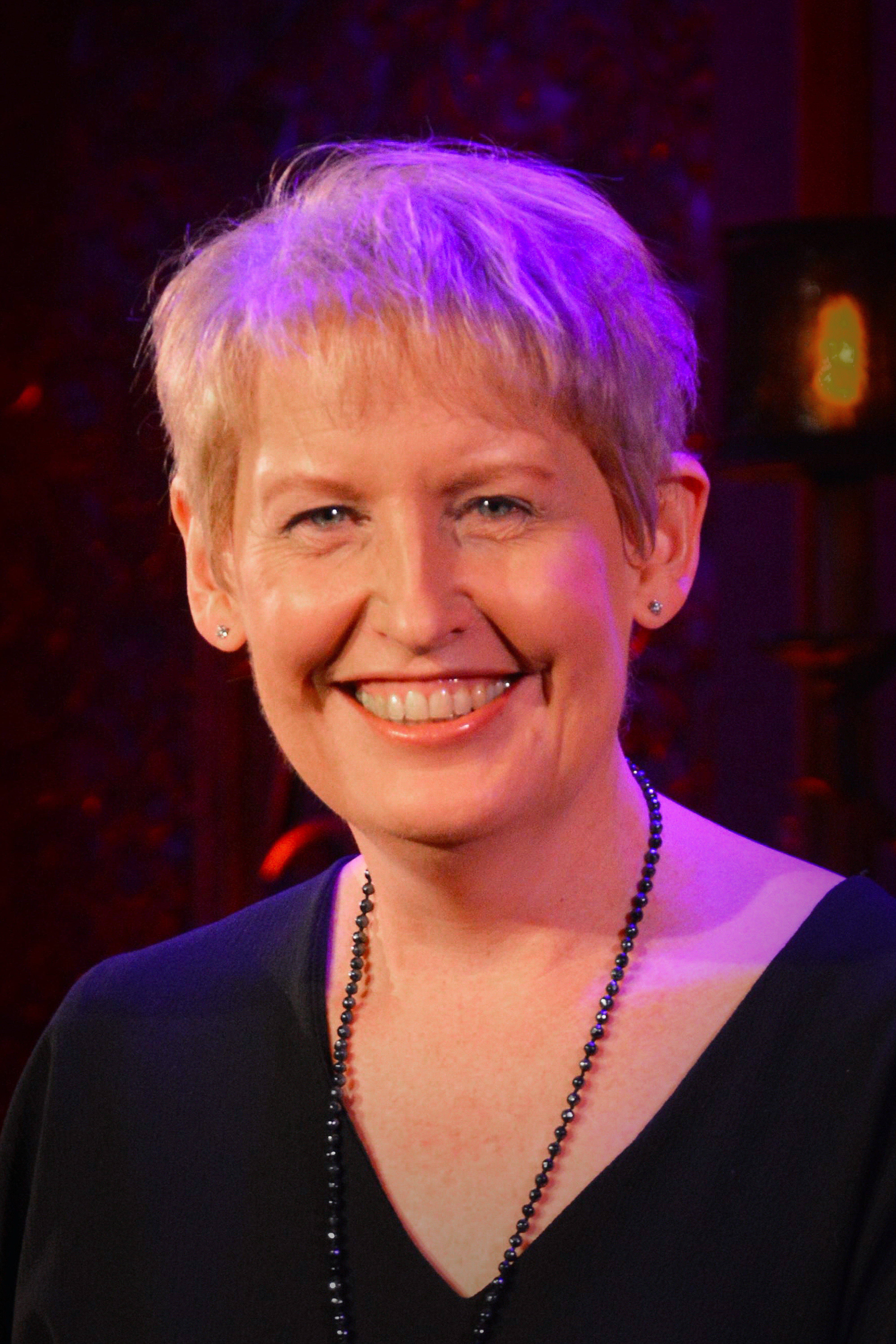
Liz Callaway (2023)

Liz Callaway (* 13. April 1961 in Chicago, Illinois) ist eine US-amerikanische Musicaldarstellerin.

## Leben
Liz Callaway ist die jüngere Schwester der Sängerin Ann Hampton Callaway. Sie hatte 1981 ihr Broadway-Debüt im Musical Merrily We Roll Along. Es folgten die Musicals Cats, Baby und Die drei Musketiere. In den 1990er Jahren wurde sie auch mit Gesangseinsätzen in Zeichentrickfilmen bekannt. So lieh sie Prinzessin Odette in Die Schwanenprinzessin und Anastasia in Anastasia sowie Kiara in Der König der Löwen 2 ihre Gesangsstimme.

## Filmografie (Auswahl)
- 1994: Dschafars Rückkehr (The Return of Jafar, Zeichentrickfilm, Gesang)
- 1994: Die Schwanenprinzessin (The Swan Princess, Zeichentrickfilm, Gesang)
- 1996: Aladdin und der König der Diebe (Aladdin and the King of Thieves, Zeichentrickfilm, Gesang)
- 1997: Anastasia (Zeichentrickfilm, Gesang)
- 1998: Der König der Löwen 2 – Simbas Königreich (The Lion King II: Simba’s Pride, Zeichentrickfilm, Gesang)
- 2000: Mäuse-Chaos unter Deck der Titanic (Titanic: The Animated Movie, Zeichentrickfilm, Gesang)
- 2014: Wie schreibt man Liebe? (The Rewrite)